# Кастелфранко Емилија
Кастелфранко Емилија је насеље у Италији у округу Модена, региону Емилија-Ромања.
Према процени из 2011. у насељу је живело 17315 становника. Насеље се налази на надморској висини од 44 м.

## Становништво
| 1951.  | 1961.  | 1971.  | 1981.  | 1991.  | 2001.  | 2011.  |
| ------ | ------ | ------ | ------ | ------ | ------ | ------ |
| 19.820 | 19.273 | 19.675 | 20.715 | 21.247 | 25.096 | 31.656 |